# Niebo (film)
Niebo (ang. Heaven) – niemiecko-francusko-brytyjsko-włoski dramat filmowy z 2002 roku w reżyserii Toma Tykwera. Scenariusz został napisany przez Krzysztofa Kieślowskiego i Krzysztofa Piesiewicza.

## Fabuła
Philippa, amerykańska nauczycielka angielskiego mieszkająca w Turynie, podkłada bombę własnej produkcji w biurze dilera narkotyków. Człowiek ten przyczynił się do śmierci męża Philippy. Ładunek zabija jednak nie jego, a cztery niewinne osoby. Podczas przesłuchania na policji w Philippie zakochuje się młody policjant Filippo. Pomaga jej w ucieczce i zabiciu biznesmena.

## Obsada
- Cate Blanchett – Philippa
- Giovanni Ribisi – Filippo
- Remo Girone – ojciec Filippo
- Stefania Rocca – Regina
- Alessandro Sperduti – Ariel
- Mattia Sbragia – major Pini

## Produkcja
Zdjęcia kręcono w Turynie i Neapolu oraz w prowincji Siena (Asciano, Montepulciano, Trequanda).